# Matt Edwards (cầu thủ bóng đá)
Matthew David Edwards (sinh ngày 15 tháng 6 năm 1971) là một cựu cầu thủ bóng đá người Anh thi đấu ở vị trí tiền vệ chạy cánh. Ông có 68 lần ra sân tại Football League cho Reading và Brighton & Hove Albion. Ông đầu quân cho Tottenham Hotspur nhưng không được đá chính, thi đấu một trận cho Peterborough United tại Associate Members' Cup, và thi đấu nghiệp dư cho các câu lạc bộ gồm Kettering Town, nơi ông bỏ lỡ toàn bộ mùa giải Football Conference 1994-95 do chấn thương, Walton & Hersham (ban đầu cho mượn), Enfield, Carshalton Athletic, Sutton United, Molesey, Yeading, Bognor Regis Town và Egham Town.